# Michael Flöer
Michael Flöer (geb. 1965) ist ein deutscher Philologe und Erforscher von Ortsnamen.
Flöer studierte Deutsche Philologie, Mittlere und Neuere Geschichte und Anglistik an der Westfälischen Wilhelms-Universität Münster. Er machte den Magister Artium in seinem Hauptfach Mittlere Geschichte und promovierte im Fach Deutsche Philologie. Bis 2004 war er Wissenschaftlicher Mitarbeiter des Projekts „Althochdeutsches Wörterbuch“. Seit 2005 ist er Wissenschaftlicher Mitarbeiter des Projekts „Ortsnamen zwischen Rhein und Elbe“ und trug hierzu einige Ortsnamenbücher bei.

## Werke
- ltêr uuîn in niuuen belgin. Studien zur Oxforder lateinisch-althochdeutschen Tatianabschrift. Studien zum Althochdeutschen.
- Michael Flöer, Claudia Maria Korsmeier: Die Ortsnamen des Kreises Soest. Westfälisches Ortsnamenbuch (WOB) 1. Bielefeld 2009.
- Die Ortsnamen des Hochsauerlandkreises. WOB 6. Bielefeld, 2013.
- Die Ortsnamen des Kreises Olpe. WOB 8. Bielefeld, 2014.
- Die Ortsnamen des Märkischen Kreises. WOB 12. Bielefeld, 2018.
- Die Ortsnamen der Stadt Dortmund und der Stadt Hagen Bielefeld, 2021.
- Die Ortsnamen des Ennepe-Ruhr-Kreises, der Stadt Bochum und der Stadt Herne. 2023
- Die Ortsnamen des Ennepe-Ruhr-Kreises, der Stadt Bochum und der Stadt Herne. Verlag für Regionalgeschichte, 2023